# David Kemp (Radsportler)
David Kemp (* 10. April 1984 in Toowoomba) ist ein ehemaliger australischer Straßenradrennfahrer.
David Kemp gewann 2002 das Straßenrennen bei der australischen Clubchampionships in der Juniorenklasse. Im Jahr darauf wurde er in der U23-Klasse Dritter. In der Saison 2006 gewann er jeweils eine Etappe beim Australian Cycling Grand Prix und bei der Tour of the Murray River. 2007 war er auf der ersten Etappe der Tour des Pyrénées erfolgreich und gewann erneut ein Teilstück der Tour of the Murray River. Im nächsten Jahr gewann er eine Etappe bei der Tour of Gippsland und zwei Etappen bei der Tour of the Murray River, bei der 2009 erneut eine Etappe gewann. 2010 entschied er eine Etappe der chinesischen Tour of Taihu Lake für sich. 2011 beendete er seine Radsportlaufbahn.

## Erfolge
2007
- eine Etappe Tour des Pyrénées

2010
- Tour of Taihu Lake

## Teams
- 2009 Fly V Australia
- 2010 Fly V Australia
- 2011 Verandas Willems